# Hildegard Aepli

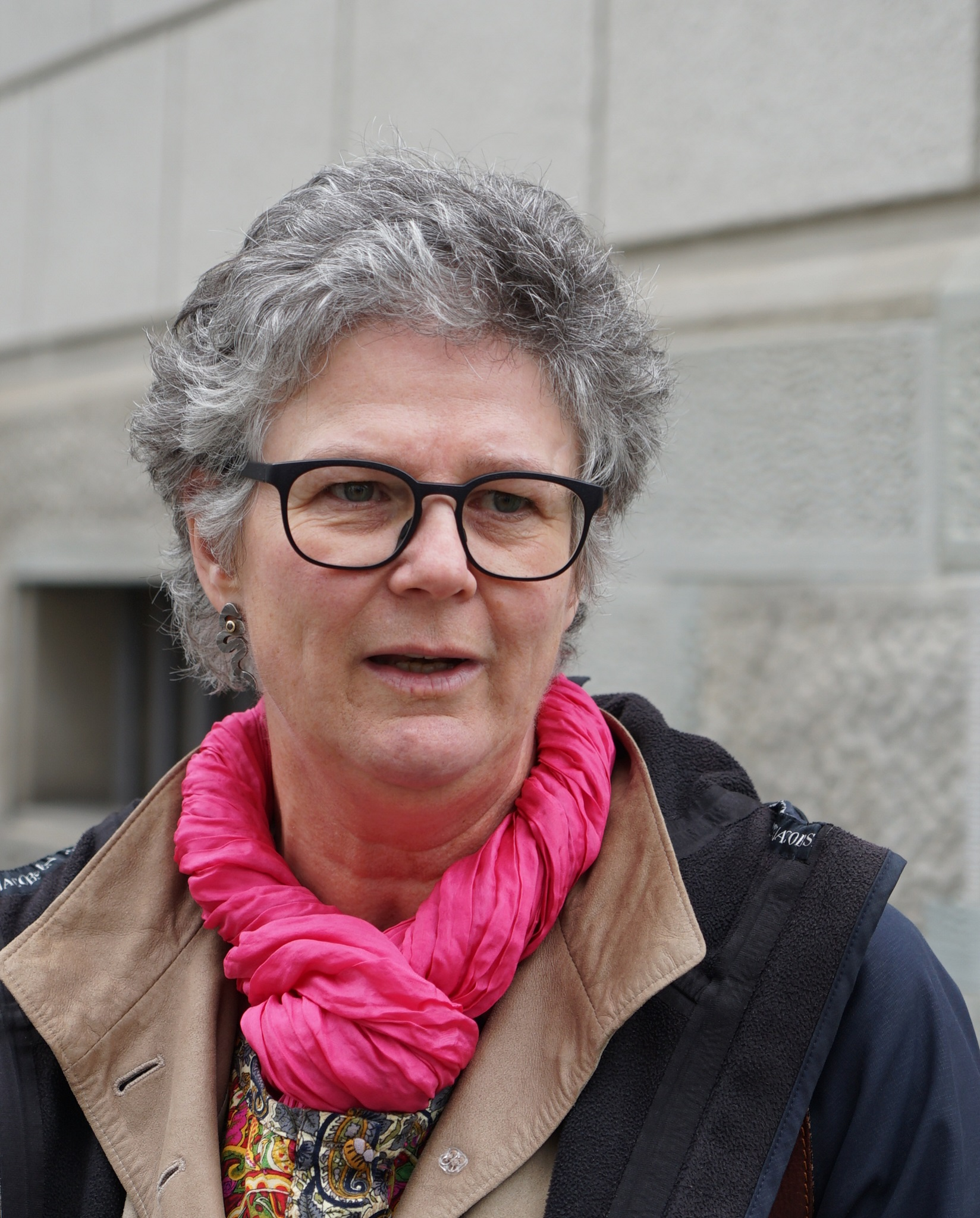
Hildegard Aepli (2023)

Hildegard Aepli (geboren 19. April 1963 in Luzern) ist eine Schweizer Theologin. Sie ist in St. Gallen Initiantin des Gedenkens an Wiborada, die erste kanonisch heilig gesprochene Frau der Welt.

## Leben und Wirken
Hildegard Aepli wuchs ab 1966 in Vättis, einem Bergdorf im Kanton St. Gallen, auf. Ihr Bildungsweg führte sie vom Untergymnasium in Ingenbohl ab 1975 zum Lehrerinnenseminar in Sargans ab 1978. Von 1983 bis 1989 arbeitete sie als Primarlehrererin in Amden.
1989 verliess sie den Schulbetrieb und begann in Luzern ein Theologiestudium, welches sie 1994 abschloss. Ein mehrmonatiger Aufenthalt während des Studiums führte sie nach Brasilien. Im Anschluss arbeitete sie als Pastoralassistentin im Toggenburg. Berufsbegleitend absolvierte sie eine Weiterbildung zur Geistlichen Begleiterin. Von 2000 bis 2011 wirkte sie als Hausleiterin und geistliche Begleiterin der Theologiestudierenden des Convict Salesianum sowie als Exerzitienleiterin. 
Im Jahr 2011 pilgerte sie mit Freunden 4300 Kilometer zu Fuss nach Jerusalem, worüber sie im Buch Vier Pilger – ein Ziel: Zu Fuß nach Jerusalem Auskunft gibt. Seit 2012 ist sie Mitarbeiterin im Pastoralamt des Bistums St. Gallen in der Abteilung Spiritualität und Bildung und Seelsorgerin der Dompfarrei. In ihrem freischaffenden Pensum leitet sie Exerzitien und engagiert sich als geistliche Begleiterin.
2013 kam ihr die Idee, für mehr Gleichberechtigung von Frauen in der Kirche ein Zeichen zu setzen. Dafür rief sie zusammen mit einer Arbeitsgruppe das Projekt «Für eine Kirche mit* den Frauen» ins Leben. Hierfür wollte sie 1200 Kilometer von St. Gallen nach Rom laufen. Drei Jahre später setzte sie gemeinsam mit sechs Frauen und einem Mann diese Idee um. Die Erlebnisse veröffentlichte sie in dem Buch Ein weiter Weg. 1200 Kilometer für eine Kirche mit den Frauen.
Aepli hat sich als junge Frau bewusst für ein Leben im Alleinstand entschieden.

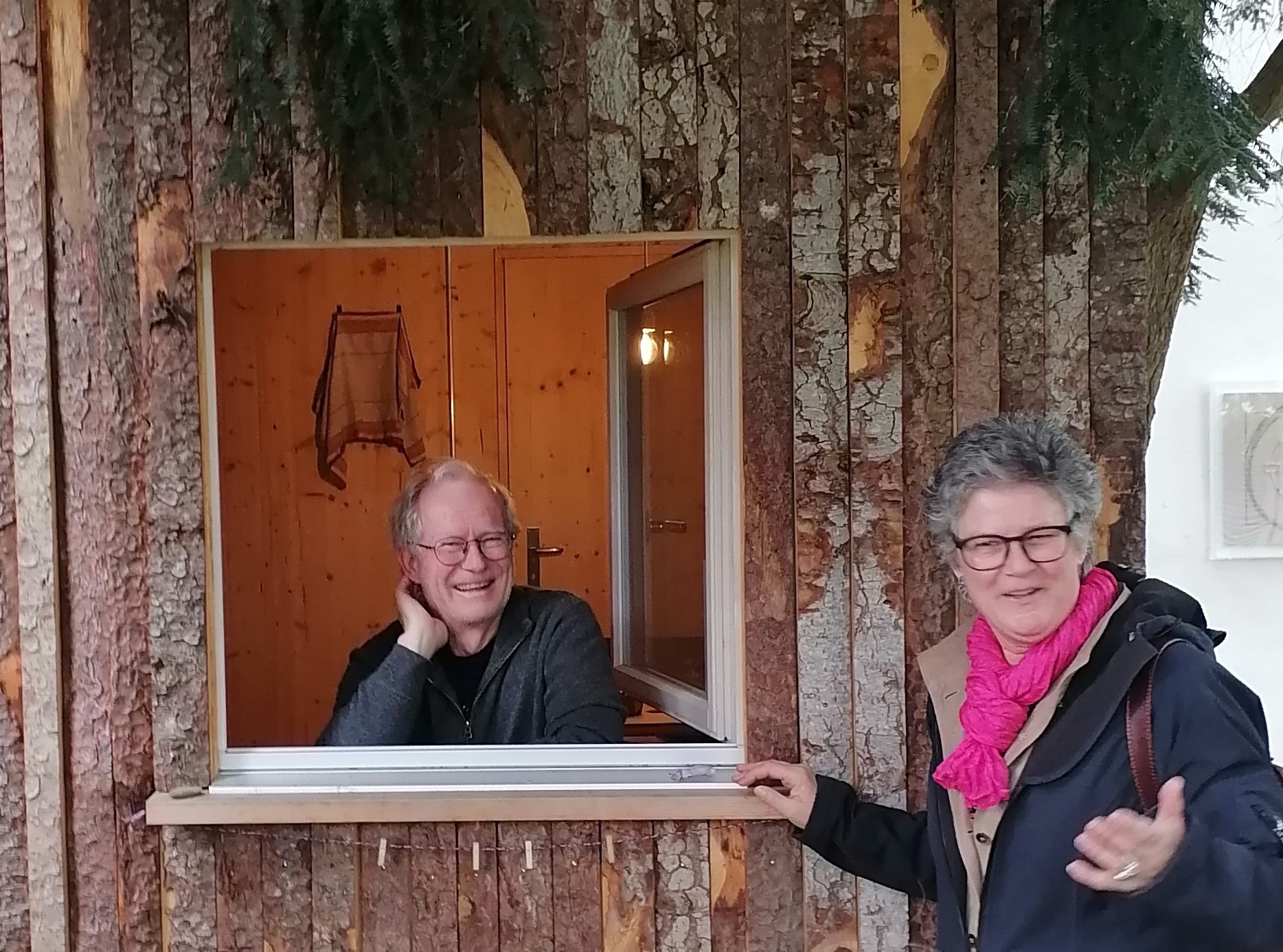
Hildegard Aepli am Fenster der Wiboradazelle mit Inkluse Christian Kind (2023)

## Wiborada-Projekt
Aepli hat nach einem Hinweis, dass eine der berühmtesten Frauen der Stadt St. Gallen, Wiborada, nicht angemessen gewürdigt wird, das Projekt Wiborada2021-2026 initiiert. Dazu gehört gemäss des Lebens der Wiborada, die sich einst in der Kirche St. Mangen einmauern liess, eine neue Zelle zu bauen und Menschen die Möglichkeit zu geben, sich für jeweils eine Woche einschliessen zu lassen und als Inkluse zu leben. Im Gedenken an Wiborada wird die Zelle im Mai eines jeden Jahres als experimenteller Raum für moderne Inklusen genutzt. Aepli war 2021 die erste Inklusin, neun weitere Freiwillige liessen sich 2021 jeweils für sieben Tage in diese hölzerne Zelle einschliessen. Das Projekt wird bis 2026 fortgeführt. Die Teilnehmer führen über diese ungewöhnliche Erfahrung Tagebuch und geben der Öffentlichkeit Zeugnis darüber. Dieses Projekt zu Ehren von Wiborada hat in St. Gallen und darüber hinaus ein grosses Echo ausgelöst.

## Publikationen
- Ein Sommer im Goms: Gedichte und Fotos. In: Regional Zeitung Aletsch Goms. 2006, ISBN 978-3-907099-10-0.
- Single und wie?! Erfülltes Leben mit unerfüllten Wünschen. Echter, Würzburg 2012, ISBN 978-3-429-03480-1.
- Alles beginnt mit der Sehnsucht: Impulse für Singles im Advent. Echter, Würzburg 2013, ISBN 978-3-429-03640-9.
- Zu Fuss bis Jerusalem. Pilgergedichte. Echter, Würzburg 2012, ISBN 978-3-429-03536-5.
- Vier Pilger – ein Ziel: Zu Fuß nach Jerusalem. Echter, Würzburg 2015, ISBN 978-3-429-03818-2.
- Ein weiter Weg. 1200 Kilometer für eine Kirche mit den Frauen. Verlag am Klosterhof, St. Gallen 2018, ISBN 978-3-905906-30-1.

## Filme
- Habemus Feminas! Dokumentarfilm mit Hildegard Aepli, Esther Rüthemann. Von Silvan Maximilian Hohl, 110 min, 2017
- Die Schrittweisen. Zu Fuss nach Jerusalem. Dokumentarfilm mit Christian Rutishauser, Franz Mali, Esther Rüthemann und Hildegard Aepli. Von Christof Wolf SJ, 51 min, 2012